# کنیچیرو فومیتا
کنیچیرو فومیتا (به ژاپنی: 文田健一郎،  زادهٔ ۱۸ دسامبر ۱۹۹۵) کشتی‌گیر فرنگی‌کار تیم ملی ژاپن است.
از دستاوردهای وی می‌توان به کسب دو مدال طلا در مسابقات قهرمانی کشتی جهان ۲۰۱۷ و مسابقات قهرمانی کشتی جهان ۲۰۱۹  و دو مدال نقره بازی‌های المپیک ۲۰۲۴ پاریس و مسابقات قهرمانی کشتی جهان ۲۰۲۳ و و مدال برنز در مسابقات قهرمانی کشتی جهان ۲۰۲۲ اشاره کرد.

## فعالیت حرفه‌ای

### مسابقات قهرمانی کشتی جهان ۲۰۱۷
فومیتا در وزن ۵۹ کیلو مسابقات قهرمانی کشتی جهان ۲۰۱۷ پاریس حاضر بود که پاستاس پتراویچیوس از لیتوانی، وگان خاچاتریان از هند، استپان ماریاین از روسیه و کانیبک زولچوبکوف کشتی‌گیر قرقیزستان را شکست داد و به فینال رسید. در مرحله نهایی توانست با غلبه بر میرآمبک آیناگولوف لهستانیایی، مدال طلا را بدست آورد.

### مسابقات قهرمانی کشتی جهان ۲۰۱۹
فومیتا در وزن ۶۰ کیلوگرم کشتی فرنگی مسابقات قهرمانی کشتی جهان ۲۰۱۹ نورسلطان حاضر بود که آندرس مونتانو از اکوادور، المورات تاسمورادوف از ازبکستان، ویکتور کیوبانو از رومانی و علیرضا نجاتی از ایران را شکست داد و به فینال رسید. وی در فینال سرگی املین از روسیه را شکست داد و مدال طلا وزن ۶۰ کیلوگرم را بدست آورد.

### المپیک ۲۰۲۰ توکیو
فومیتا در وزن ۶۰ کیلوگرم کشتی فرنگی المپیک ۲۰۲۰ توکیو حاضر بود که عبدالکریم فرقات از الجزایر، والیهان سایلیکه از چین و لنور تمیروف از اوکراین را شکست داد و به فینال رسید. وی در دیدار نهایی به لوئیس اورتا از کوبا باخت و به مدال نقره وزن ۶۰ کیلوگرم رسید.

### قهرمانی کشتی جهان ۲۰۲۲
فومیتا در وزن ۶۰ کیلوگرم کشتی فرنگی قهرمانی کشتی جهان ۲۰۲۲ بلگراد شرکت کرد، او در مسابقه‌های اول و دوم اتینه کینسینگر از آلمان و کرم کمال از ترکیه را شکست داد اما در نیمه نهایی به ادموند نازاریان از بلغارستان باخت و به دیدار رده‌بندی رفت. وی در دیدار رده‌بندی مراد ممدوف از آذربایجان را شکست داد و مدال برنز را بدست آورد.

### قهرمانی کشتی جهان ۲۰۲۳
فومیتا در وزن ۶۰ کیلوگرم کشتی فرنگی قهرمانی کشتی جهان ۲۰۲۳ بلگراد شرکت کرد، او در این مسابقات ویکتور کیوبانو از مولداوی، هیلاری مگیسالو از استونی، مانیش کوندو از هند، کااو لیگو از چین و گئورگ قاریبیان از ارمنستان را شکست داد و به فینال رسید. وی در دیدار نهایی به ژولامان شارشنبکوف از قرقیزستان باخت و به مدال نقره رسید.

### المپیک ۲۰۲۴ پاریس
فومیتا در وزن ۶۰ کیلوگرم کشتی فرنگی المپیک ۲۰۲۴ پاریس حاضر بود که کوین د آرماس از کوبا، مهدی محسن‌نژاد از ایران و ژولامان شارشنبکوف از قرقیزستان را شکست داد و به فینال رسید. وی در فینال کائو لیگو از چین را شکست داد و مدال طلا وزن ۶۰ کیلوگرم را بدست آورد.